# Sanada Yukimura
Sanada Yukimura est un nom japonais traditionnel ; le nom de famille (ou le nom d'école) précède donc le prénom (ou le nom d'artiste).
Sanada Yukimura (真田幸村, 1567-3 juin 1615)), était un samouraï et un stratège japonais, second fils d'un daimyo de l'époque Sengoku, Sanada Masayuki. Bien qu'il soit aujourd'hui principalement connu sous ce nom, il était appelé de son vivant « Sanada Nobushige » (真田 信繁).

## Noms et surnoms
De manière plus complète, son nom était Sanada Saemon-no-Suke Yukimura (真田左衛門佐幸村). Son nom à la naissance était Sanada Nobushige (真田信繁), nommé ainsi d'après Takeda Nobushige, le plus jeune frère de Takeda Shingen et un guerrier respecté au sein du clan Takeda.

## Famille
Sanada Yukimura était le second fils de Sanada Masayuki, son frère aîné étant Sanada Nobuyuki. Il était marié à Akihimé, la fille d'Ōtani Yoshitsugu et la fille adoptive de Toyotomi Hideyoshi.

### Conjoint
- Chikurin-in
- Ryūsei-in

### Enfants
- Okiku (阿菊)
- Oichi (於市)
- Oume (阿梅, 1599/1604-1682)
- Akuri (あくり)
- Sanada Yukimasa (真田幸昌, 1600-1615)
- Nao (なほ)
- Oshyobu (阿菖蒲, 160?-1635)
- Okane (おかね)
- Katakura Morinobu (片倉守信, 1612-1670)
- Miyoshi Yukinobu (三好幸信, 1615-1667)

## Biographie

### Jeunesse
En 1575, à la bataille de Nagashino, les deux frères aînés de Sanada Masayuki perdent la vie. Masayuki, préalablement vassal de Shingen et Takeda Katsuyori, hérite du clan Sanada et part pour le château d'Ueda. Yukimura le suit, prenant aussi le nom des Sanada.
En 1582, les forces combinées de l’alliance Oda-Tokugawa viennent à bout du clan Takeda. Initialement, les Sanada se rendent à Oda Nobunaga, mais à la suite de l'incident du Honnō-ji, les Sanada deviennent à nouveau indépendants, dérivant entre les puissants daimyos du clan Uesugi, du clan Go-Hōjō et des Tokugawa. Finalement, le clan Sanada devient un vassal de Toyotomi Hideyoshi, et Yukimura le sert au Japon et en Corée à partir de 1587. Pendant cette période, Hideyoshi traite Yukimura avec une hospitalité et un soin extrêmes. L'affection de Hideyoshi, qui est à cette époque le kampaku, est démontrée par le fait que Yukimura est autorisé à utiliser le nom du clan Toyotomi. Ainsi, il est parfois appelé Toyotomi Saemon-no-suke Nobushige (豊臣左衛門佐信繁).

### Bataille de Sekigahara
En 1600, Tokugawa Ieyasu rallie à lui plusieurs clans pour attaquer Uesugi Kagekatsu. Le clan Sanada obtempère au début, mais lorsque Ishida Mitsunari défie Tokugawa, Masayuki et Yukimura joignent les forces de l'Ouest (celles des Toyotomi), se séparant de Nobuyuki, qui rejoint les forces de l'Est (celles des Tokugawa).
L'autre théorie, à l'opposé de la première puisqu'elle joue la carte de la sécurité, veut que Masayuki, Yukimura et Nobuyuki discutaient de la situation au moment où Ieyasu leur demande de définir clairement leur allégeance. Ainsi, Masayuki aurait, d'un commun accord avec ses fils, décidé de placer chacun d'eux dans des camps différents de sorte que, peu importe l’issue de la bataille, le clan Sanada puisse survivre
.
Les Sanada se retirent et fortifient leur château d'Ueda. Lorsque Tokugawa Hidetada marche avec une armée considérable sur le Nakasendō, les Sanada résistent et parviennent à repousser les 40 000 hommes de Tokugawa avec seulement 2 000 hommes. Cependant, comme il faut beaucoup plus de temps que prévu pour prendre le château, Hidetada perd le sens des priorités et ne se montre pas sur les champs de bataille de Sekigahara où les forces principales des Tokugawa attendent alors l'arrivée cruciale de son armée, une erreur qui met le clan Tokugawa en péril.
À cause de cet incident, Tokugawa Hidetada veut faire exterminer le clan Sanada, mais en raison de la contribution de Nobuyuki à la propre cause de Tokugawa Ieasu, ils sont épargnés et simplement exilés à Kudoyama dans la province de Kii, où Masayuki meurt.

### Siège d'Osaka
Douze ans plus tard, alors que les relations entre le clan Toyotomi et le shogunat Tokugawa sont au plus tendu, le clan Toyotomi commence à recruter des rōnin en préparation d'une nouvelle guerre. Yukimura s'échappe de Kudoyama et se présente au château d'Ōsaka afin d'y offrir son soutien.
Durant la campagne d'hiver du siège d'Ōsaka, Yukimura fait construire des fortifications du côté sud du château, à son point le plus faible. Depuis cet endroit, il défait les forces de Tokugawa (environ 30 000 hommes) avec un groupe de 6 000 arquebusiers.
Cependant, surpassés en nombre par les forces de Tokugawa, les hommes de Yukimura sont finalement vaincus. Selon A. L. Sadler, sa lutte intense contre les troupes hésitantes de l'armée d'Echizen laisse Yukimura gravement blessé et très fatigué. Les soldats d'Echizen arrivèrent rapidement jusqu'à Yukimura. Trop épuisé pour se défendre, Yukimura les laisse le tuer en leur disant : « Allez-y, prenez ma tête en guise de trophée ! » Sanada Yukimura meurt de façon honorable, laissant derrière lui une légende. Son tombeau se trouve maintenant à Ōsaka.

## Culture populaire

### Littérature
Le personnage de Yukimura est resté célèbre, et il apparaît à plusieurs reprises dans la littérature japonaise.
- Le romancier Yasushi Inoue lui a consacré un roman : La Geste des Sanada.
- Il apparaît également dans le manga Tenjo Tenge (en tant que sosie, voire ancêtre, de Tawara Bunshichi).
- Il apparaît également dans la deuxième partie de l'anime de Shura No toki, en tant que père de Tsubura.
- Il apparaît également dans le roman d'Eiji Yoshikawa La Parfaite Lumière, biographie romancée de Miyamoto Musashi, alors réfugié et recherché par les Tokugawa.
- Il apparaît aussi dans un autre livre de Yasushi Inoue qui est Le Château de Yodo.
- Il apparaît également dans le manga Samurai deeper kyo (Kamijyō Akimine), en tant qu'un des personnages centraux.
- Il apparaît également dans le manga Gate 7 (CLAMP), en tant qu'un des personnages centraux.
- Il apparaît également dans le manga et les animes (adapté des jeux vidéo) Sengoku Basara en tant que l'un des personnages principaux.

### Jeux vidéo
Sanada Yukimura est aussi principalement apparu dans la série de Capcom Sengoku Basara, où il était un des personnages principaux :
- Devil Kings (nom occidental de Sengoku Basara)
- Sengoku Basara 2
- Sengoku Basara 2: Heroes
- Sengoku Basara X
- Sengoku Basara: Battle Heroes
- Sengoku Basara: Samurai Heroes
- Sengoku Basara : Samurai Heroes utage
- Warriors Orochi 1
- Warriors Orochi 2
- Warriors Orochi 3
- Warriors Orochi 4

Il est également l'un des personnages des jeux Samurai Warriors 1, 2, 3 et C (戦国無双, Sengoku Musō) développé par Koei, ainsi que l'un des personnages du jeu Pokemon Conquest (Pokémon+Nobunaga Ambition). 
Il apparaît également dans le jeu Nioh, et est l'antagoniste principal du second dlc[Quoi ?] « Honneur défiant ».

### Film
Sanada Yukimura est le personnage principal du film The Shogun Assassins (Sanada Yukimura no bōryaku) réalisé en 1979. Le film est une adaptation libre des faits historiques se déroulant dix ans après la bataille de Sekigahara, et racontant le siège d'Osaka.

## Source de la traduction
- (en) Cet article est partiellement ou en totalité issu de l’article de Wikipédia en anglais intitulé « Sanada Yukimura » (voir la liste des auteurs).